# Secondo sergente
Secondo sergente è un grado in vigore in alcune forze armate. Nelle forze armate di Singapore è il grado più basso tra i specialisti. Nelle forze armate di Singapore gli specialisti sono l'equivalente dei sottufficiali delle forze armate occidentali e del ruolo sergenti delle forze armate italiane. Il termine specialisti venne introdotto nel 1993 per una riclassificazione dei gradi. Come nella maggior parte delle forze armate gli specialisti costituiscono la spina dorsale dell'ordinamento militare e sono i supervisori della disciplina e del lavoro della truppa.
Il grado è in vigore anche nelle forze armate brasiliane.

## Singapore
| Codice NATO   | OR-5           | OR-6             | OR-7           | OR-8                | OR-9            |
| Mostrine      |                |                  |                |                     |                 |
| Grado         | Terzo sergente | Secondo sergente | Primo sergente | Sergente di squadra | Master sergeant |
| Abbreviazione | 3SG            | 2SG              | 1SG            | SSG                 | MSG             |

## Brasile

### Esercito
| Codice NATO | OR-5           | OR-6             | OR-7           |
| Mostrine    |                |                  |                |
| Grado       | Terzo sergente | Secondo sergente | Primo sergente |

### Marina militare
| Codice NATO | OR-5           | OR-6             | OR-7           |
| Mostrine    |                |                  |                |
| Grado       | Terzo sergente | Secondo sergente | Primo sergente |

### Aeronautica militare
| Codice NATO | OR-5           | OR-6             | OR-7           |
| Mostrine    |                |                  |                |
| Grado       | Terzo sergente | Secondo sergente | Primo sergente |

## Peru
Nelle forze armate peruviane il grado di sergente si articola su due livelli: Sargento primero e Sargento segundo.
| Sergenti            | Sergenti         | Sergenti         |
| ------------------- | ---------------- | ---------------- |
| Distintivo di grado |                  |                  |
| Grado               | Sargento primero | Sargento segundo |

## Vice sergente
Alcune forze armate mondiali hanno il grado di Vice sergente o sottosergente o piccolo sergente.
Nelle forze armate finlandesi il grado è Alikersantti (finlandese) o Undersergeant (svedese), letteralmente Sottosergente.
Nelle forze armate della Federazione Russa e in precedenza nelle forze armate sovietiche il livello del ruolo sergenti si articola su tre livelli:
- Sergente anziano (russo: Ста́рший сержа́нт; translittarato: Stáršij seržánt) o 1° sergente o sergente maggiore, omologabile nelle forze armate italiane al sergente maggiore dell'Esercito e dell'Aeronautica e al secondo capo della Marina
- Sergente (russo: Сержа́нт; translittarato: Seržánt) omologabile nelle forze armate italiane al grado di sergente
- Giovane sergente o Secondo sergente (russo: Мла́дший сержа́нт; translittarato: Mládšij Seržánt) omologabile nelle forze armate italiane al massimo grado della categoria dei graduati di truppa.

Nella Marina Militare della Federazione Russa i gradi corrispondenti sono: 
- Glavnyj staršina (OR-7)
- Staršina 1 stat'i (OR-5)
- Staršina 2 stat'i (OR-4)